# NGC 1995
NGC 1995は、がか座にある二重星。1834年12月28日に、ジョン・ハーシェルによって記録されたのが最初である。

## 特徴
NGC 1995がジョン・ハーシェルによって確認されたのは、1度だけである。NGC 1998と対で、西側にある方がNGC 1995とされる。実際の位置は、銀河NGC 1998から西北西におよそ2分のところである。ニュージェネラルカタログでは、「これ以上ない程暗く、丸い」と表現されている。
NGC 1995の位置にみえるのは、実際には2つの恒星で、この二重星をNGC 1995と称している。ガイア衛星の観測結果によれば、この2つの恒星までの距離は全く異なり、見かけだけの関係である。